# Hempstead WCT
L'Hempstead WCT è stato un torneo di tennis facente parte del World Championship Tennis giocato nel 1974 ad Hempstead negli USA su campi in cemento.

## Albo d'oro

### Singolare
| Anno | Vincitore  | Finalista     | Punteggio     |
| ---- | ---------- | ------------- | ------------- |
| 1974 | Stan Smith | John Newcombe | 6–4, 3–6, 6–3 |

### Doppio
| Anno | Vincitori                 | Finalisti               | Punteggio     |
| ---- | ------------------------- | ----------------------- | ------------- |
| 1974 | Jeff Borowiak Dick Crealy | Ross Case Geoff Masters | 6–7, 6–4, 6–4 |